# Verbal Remixes & Collaborations
Verbal Remixes & Collaborations – EP-ka wydana przez Amona Tobina w 2003 roku.

## Lista utworów
1. Untitled - Kid Koala & Amon Tobin - 05:40
2. I'll Have The Waldorf Salad - Bonobo & Amon Tobin - 06:28
3. Hot Korean Moms - P Love & Amon Tobin - 05:07
4. Ten Piece Metric Wrench Set - Steinski & Amon Tobin - 05:41
5. Ownage - Doubleclick & Amon Tobin - 06:32
6. Verbal (Prefuse 73 Dipped Escalade mix) - 03:14
7. Verbal (Kid 606 Dancehall Devastation mix) - 03:59
8. Verbal (Topo Gigio remix) - 04:39
9. Verbal (Boom Bip remix) - 05:12